# Daniel Šarić
Daniel Šarić (Fiume, 1972. augusztus 4. –), horvát válogatott labdarúgó.
A horvát válogatott tagjaként részt vett a 2002-es világbajnokságon.

## Sikerei, díjai
HNK Rijeka
- Horvát kupa (2): 2004–05, 2005–06

Dinamo Zagreb
- Horvát bajnok (5): 1995–96, 1996–97, 1997–98, 1998–99, 1999–2000
- Horvát kupa (3): 1995–96, 1996–97, 1997–98